# 山口拓美
山口 拓美（やまぐち たくみ、1963年〈昭和38年〉 - ）は、日本の経済学者。政治経済学・経済倫理を専門とする。神奈川大学経済学部教授。岩手県出身。

## 経歴
1963年、岩手県花巻市出身。福島大学経済学部卒業。
1987年から1991年まで岩手銀行在職。
1991年から1996年まで東北大学大学院経済学研究科博士課程在籍。
1996年から2011年まで神奈川大学経済学部教員。
2012年から2013年まで神奈川大学経済学部准教授。
2014年より神奈川大学経済学部教授。

## 著書
- 『利用と搾取の経済倫理：エクスプロイテーション概念の研究』（白桃書房、2013年3月）
- 『理念の経済倫理：人権，アニマルウェルフェア，脱炭素』（創風社、2023年3月）

## 博士論文
- 博士論文『マルクス経済学と本質主義』（平成12年1月20日、DOI:10.11501/3177368）

## 論文
- 『労働力利用の倫理と卓越主義』（福島大学商學論集、2007年3月23日）
- 『批判語としての“ブラック企業”、 “搾取”および“EXPLOITATION』（研究所年報 、神奈川大学経済貿易研究所、2014年3月25日）[3]
- 『マルクスの人間論と動物論 －人間主義か自然主義か』（商経論叢 、神奈川大学、2014年3月25日）[4]
- 『類的存在論の一側面について』（商経論叢 、神奈川大学、2016年7月31日）[5]
- 『標準労働日と動物虐待防止協会 －労働日のモラーリッシュな諸制限についての一考察』（商経論叢 、神奈川大学、2017年1月31日）[6]
- 『犬猫の大量生産・大量消費・大量破棄 : 公益社団法人日本動物福祉協会獣医師・調査員 町屋奈さんに聞く』（商経論叢 、神奈川大学、2018年1月）[7]
- 『日EU経済連携協定,アニマルウィルフェア,倫理的消費 : 認定NPO法人アニマルライツセンター代表理事 岡千尋さんに聞く』（商経論叢 、神奈川大学、2018年1月）[8]
- 『サンデルの経済学批判における腐敗の概念について －マルクスの疎外概念との比較』（商経論叢 、神奈川大学、2019年2月28日）[9]
- 『アニマルウェルフェア，大企業，NGO －ザ・ヒューメイン・リーグ・ジャパン上原まほさんに聞く』（商経論叢 、神奈川大学、2019年12月25日）[10]

## 共編著
- 『政治経済学の再生』（共編:柴田信也・木島宣行・守健仁・玉手慎太郎・川村哲也・大澤健、創風社、2011年6月）
- 『政治経済学の原理と展開』(209-239頁、創風社、2001年9月）

## 学会発表
- 『ファクトリー・ファーミングへの社会的反応―動物および労働者保護倫理の日欧比較―』(経済理論学会第60回大会　2012年10月6日　愛媛大学)
- 『マルクスにおけるエコロジー経済学の萌芽―自然の EXPLOITATIONとその訳語に ついて―』(経済学史学会第76回全国大会 2012年5月27日　小樽商科大学)